# 1936년 동계 올림픽 피겨스케이팅
1936년 동계 올림픽의 피겨 스케이팅은 1936년 2월 9일부터 2월 15일까지 독일 가르미슈파르텐키르헨에서 경기가 진행되었다.

## 참가 국가
17개국에서 온 84명의 선수들이 이 대회에 참가했다. 그중 남자는 41명, 여자는 43명이었고, 이 중 3명의 선수만 싱글과 페어 모두 참가했다.
| - 노르웨이 (4명) - 독일 (7명) - 라트비아 (4명) - 루마니아 (3명) - 미국 (9명) |  | - 벨기에 (4명) - 스웨덴 (1명) - 스위스 (2명) - 에스토니아 (2명) - 영국 (12명) |  | - 오스트리아 (12명) - 이탈리아 (2명) - 일본 (5명) - 체코슬로바키아 (3명) - 캐나다 (6명) |  | - 핀란드 (1명) - 헝가리 (7명) |

## 메달 집계

### 최종 순위
| 순위 | 국가       | 금메달 | 은메달 | 동메달 | 합계 |
| ---- | ---------- | ------ | ------ | ------ | ---- |
| 1    | 오스트리아 | 1      | 1      | 1      | 3    |
| 2    | 독일       | 1      | 1      | 0      | 2    |
| 3    | 노르웨이   | 1      | 0      | 0      | 1    |
| 4    | 영국       | 0      | 1      | 0      | 1    |
| 5    | 스웨덴     | 0      | 0      | 1      | 1    |
| 5    | 헝가리     | 0      | 0      | 1      | 1    |
| 합계 | 합계       | 3      | 3      | 3      | 9    |

### 메달리스트
| 종목             | 금                                         | 은                                           | 동                                             |
| ---------------- | ------------------------------------------ | -------------------------------------------- | ---------------------------------------------- |
| 남자 싱글 자세히 | 카를 셰퍼 · 오스트리아                     | 에른스트 바이어 · 독일                       | 펠릭스 카스파르 · 오스트리아                   |
| 여자 싱글 자세히 | 소냐 헤니 · 노르웨이                       | 세실리아 콜레지 · 영국                       | 비비-안느 훌텐 · 스웨덴                        |
| 페어 자세히      | 독일 (GER) · 막시 헤르버 · 에른스트 바이어 | 오스트리아 (AUT) · 일세 파우신 · 에릭 파우신 | 헝가리 (HUN) · 에밀리에 로테르 · 라슬로 솔라스 |